# 八束穂 (新城市)
八束穂（やつかほ）は、愛知県新城市の地名。

## 地理
新城市北東部に位置する。東は大海・有海、西は竹広、南は川路、北は須長・浅谷に接する。

### 交通
- 新東名高速道路新城インターチェンジ
- 国道151号

### 施設
- 神明神社
- 諏訪神社
- 新城市立東郷東小学校
- 三菱電機名古屋製作所新城工場
- 永観寺
- ジェイアールバス関東新城支店
- 道の駅もっくる新城

- 道の駅もっくる新城
- 新城インターチェンジ
- JRバス関東新城支店

## 歴史

### 沿革
- 1878年（明治11年） - 南設楽郡下々村・清井田村・柳田村・新間村・宮脇村が合併し、同郡八束穂村が成立[2]。
- 1887年（明治20年） - 巡査駐在所が設置される[2]。
- 1889年（明治22年） - 信楽村大字八束穂となる[2]。
- 1906年（明治39年） - 東郷村大字八束穂となる[2]。
- 1955年（昭和30年） - 新城町大字八束穂となる[2]。
- 1958年（昭和33年） - 新城市大字八束穂となる[2]。

### 人口の変遷
国勢調査による人口および世帯数の推移。
| 1995年（平成7年）  | 130世帯 526人 |  |
| 2000年（平成12年） | 135世帯 499人 |  |
| 2005年（平成17年） | 137世帯 446人 |  |
| 2010年（平成22年） | 150世帯 460人 |  |
| 2015年（平成27年） | 144世帯 453人 |  |
| 2020年（令和2年）  | 142世帯 431人 |  |

## 人物
- 牧野文斎

### WEB
1. ↑  “愛知県新城市の町丁・字一覧”.   人口統計ラボ. 2024年4月28日閲覧。
2. 1 2  総務省統計局 (2022年2月10日). “令和2年国勢調査の調査結果(e-Stat) - 男女別人口，外国人人口及び世帯数－町丁・字等” (CSV). 2023年8月2日閲覧。
3. ↑  “読み仮名データの促音・拗音を小書きで表記するもの(zip形式) 愛知県” (zip).   日本郵便 (2024年2月29日). 2024年3月26日閲覧。
4. ↑  “市外局番の一覧” (PDF).   総務省 (2022年3月1日). 2022年3月22日閲覧。
5. ↑  “ナンバープレートについて”.   一般社団法人愛知県自動車会議所. 2024年1月21日閲覧。
6. ↑  総務省統計局 (2014年3月28日). “平成7年国勢調査の調査結果(e-Stat) - 男女別人口及び世帯数 －町丁・字等” (CSV). 2021年7月20日閲覧。
7. ↑  総務省統計局 (2014年5月30日). “平成12年国勢調査の調査結果(e-Stat) - 男女別人口及び世帯数 －町丁・字等” (CSV). 2021年7月20日閲覧。
8. ↑  総務省統計局 (2014年6月27日). “平成17年国勢調査の調査結果(e-Stat) - 男女別人口及び世帯数 －町丁・字等” (CSV). 2021年7月21日閲覧。
9. ↑  総務省統計局 (2012年1月20日). “平成22年国勢調査の調査結果(e-Stat) - 男女別人口及び世帯数 －町丁・字等” (CSV). 2021年7月21日閲覧。
10. ↑  総務省統計局 (2017年1月27日). “平成27年国勢調査の調査結果(e-Stat) - 男女別人口及び世帯数 －町丁・字等” (CSV). 2021年7月21日閲覧。

### 書籍
1. 1 2  「角川日本地名大辞典」編纂委員会 1989, p. 1691.
2. 1 2 3 4 5 6  「角川日本地名大辞典」編纂委員会 1989, p. 1355.